# Новосільці (Яворівський район)
Новосі́льці — село в Україні, у Яворівському районі Львівської області. Населення становить 436 осіб. Орган місцевого самоврядування - Судововишнянська міська рада.
Уродженцем села є Мотульський Роман Степанович — директор Національної бібліотеки Білорусі, голова товариства дружби «Білорусь — Україна», доктор педагогічних наук, професор.

## Населення

### Мова
Розподіл населення за рідною мовою за даними :
| Мова       | Кількість | Відсоток |
| ---------- | --------- | -------- |
| українська | 363       | 99.73%   |
| російська  | 1         | 0.27%    |
| Усього     | 364       | 100%     |